# Buková (Bernartice)
Buková (něm. Buchsdorf) je částí obce Bernartice v okrese Jeseník. Leží především po stranách Vojtovického potoka; na severu přechází v Bernartice samotné.

## Historie
Vesnice Buková bývá ztotožňována s vesnicí založenou roku 1248 rytířem Vrokaviem na lesní půdě a osazenou Poláky; to však není zcela jisté (mohlo se jednat též o Vlčice). Patřila k panství vratislavských biskupů na Jánském Vrchu, avšak významná část pozemků se dvorem patřila rytířskému fojtství, které přetrvalo jako velkostatek až do roku 1945.
. Za třicetileté války obec načas zcela zpustla. V roce 1777 zde byla založena továrna na jehly. Již od zavedení obecního zřízení roku 1850 je osadou Bernartic.

## Obyvatelstvo
Počet obyvatel Bukové podle sčítání nebo jiných úředních záznamů:
| Rok            | 1869 | 1880 | 1890 | 1900 | 1910 | 1921 | 1930 | 1950 | 1961 | 1970 | 1980 | 1991 | 2001 | 2011 | 2021 |
| -------------- | ---- | ---- | ---- | ---- | ---- | ---- | ---- | ---- | ---- | ---- | ---- | ---- | ---- | ---- | ---- |
| Počet obyvatel | 597  | 640  | 616  | 597  | 525  | 487  | 458  | 192  | 242  | 163  | 113  | 73   | 59   | 80   | 63   |
| Počet domů     | 83   | 100  | 103  | 86   | 97   | 94   | 95   | 91   | .    | 38   | 32   | 39   | 36   | 31   | 37   |

1. ↑  z toho: 454 Němců; 454 řím. kat., 4 evang.

V Bukové je evidováno 48 adres : 44 čísla popisná (trvalé objekty) a 4 čísla evidenční (dočasné či rekreační objekty). Při sčítání lidu roku 2001 zde bylo napočteno 36 domů, z toho 24 trvale obydlených.

## Fotogalerie

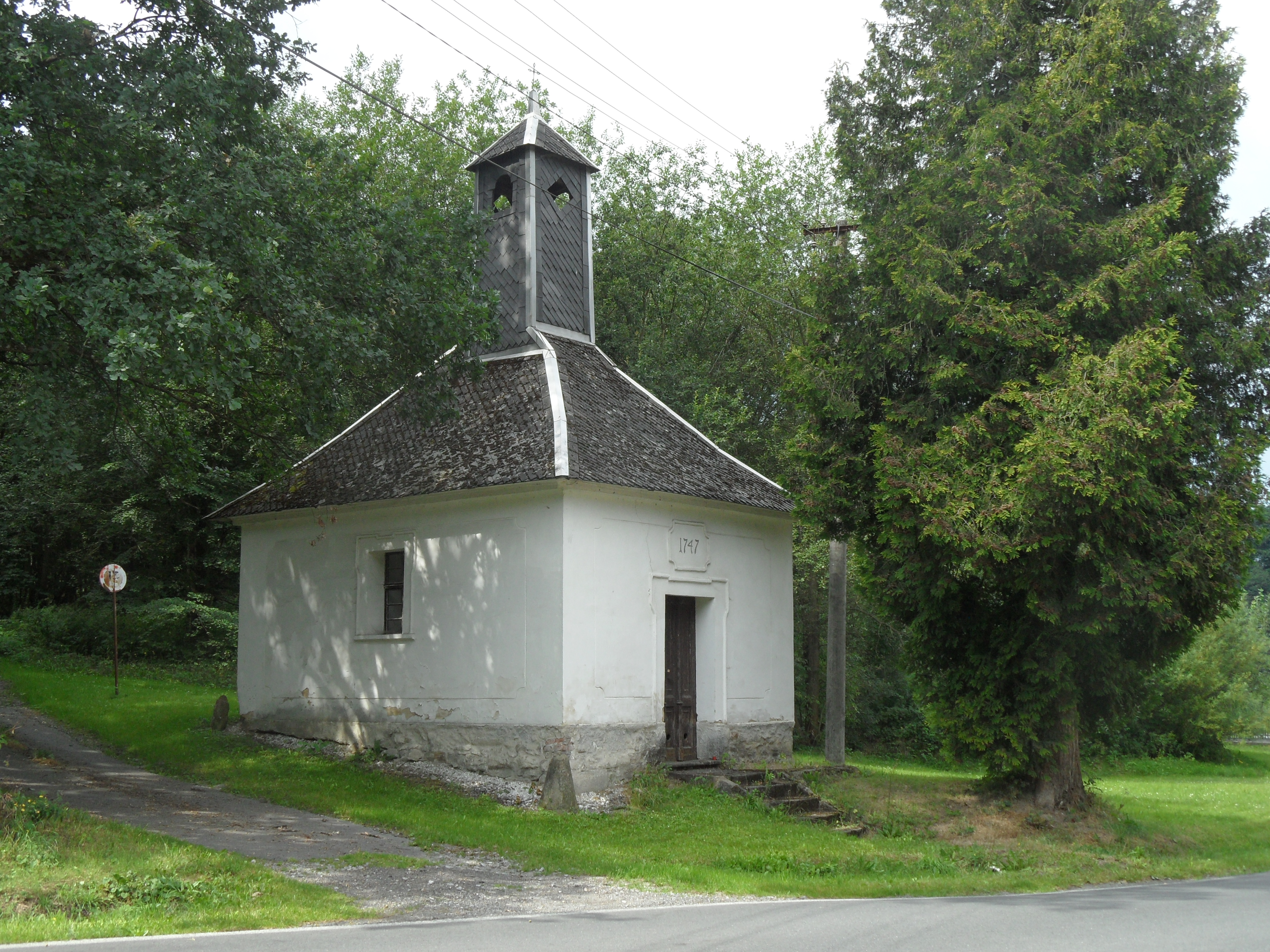
Kaple z roku 1747
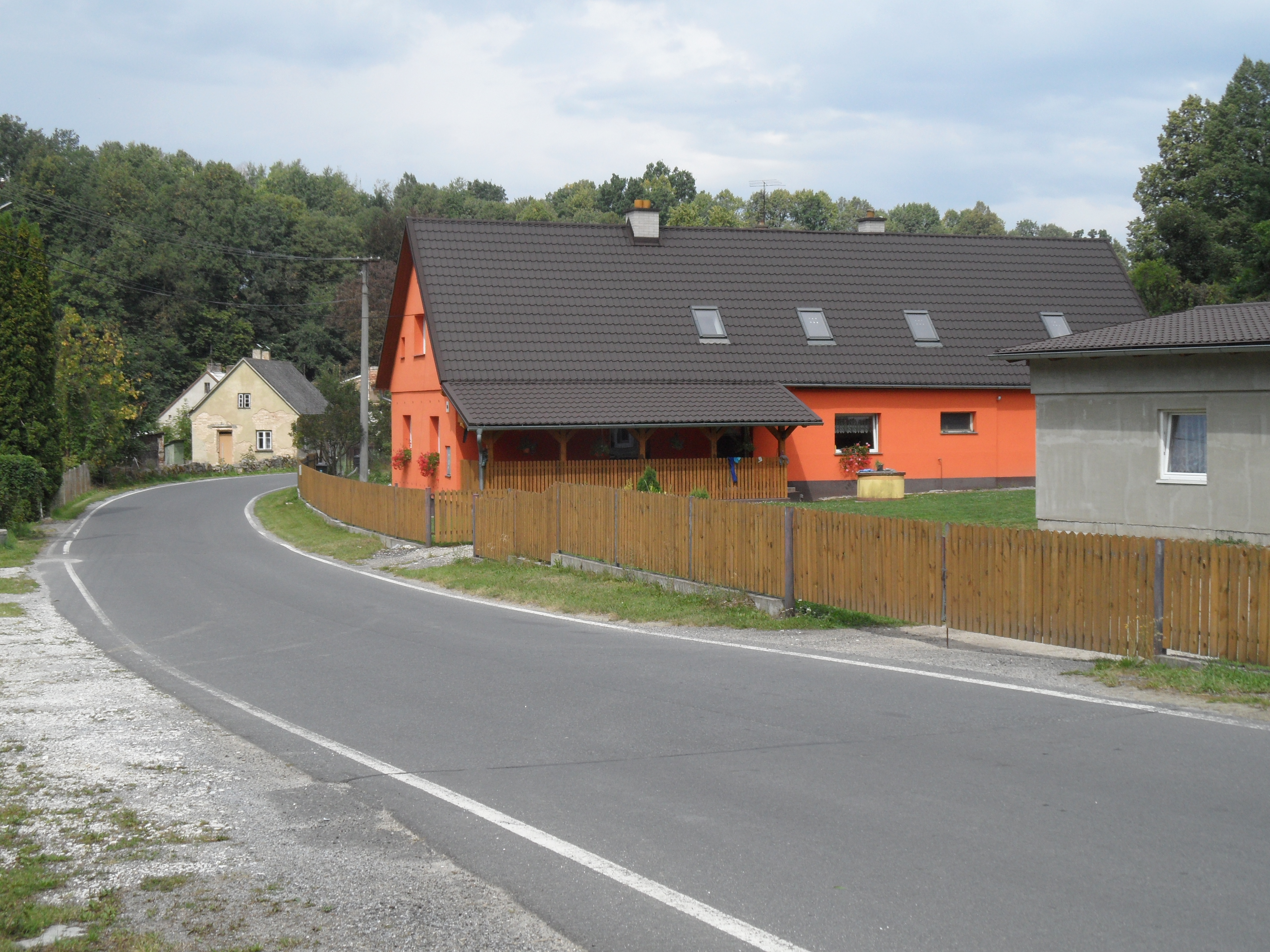
Domy u silnice
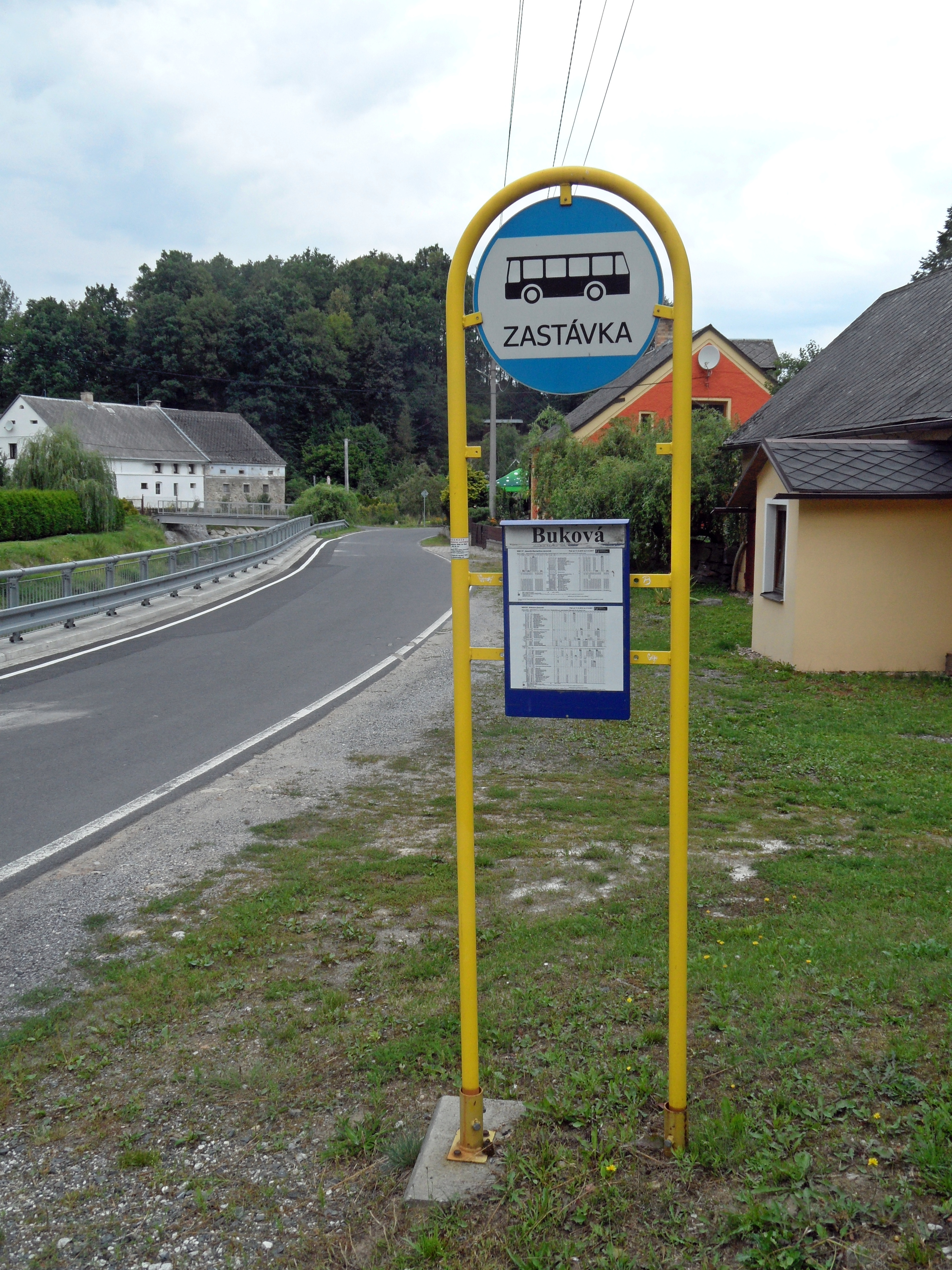
Autobusová zastávka
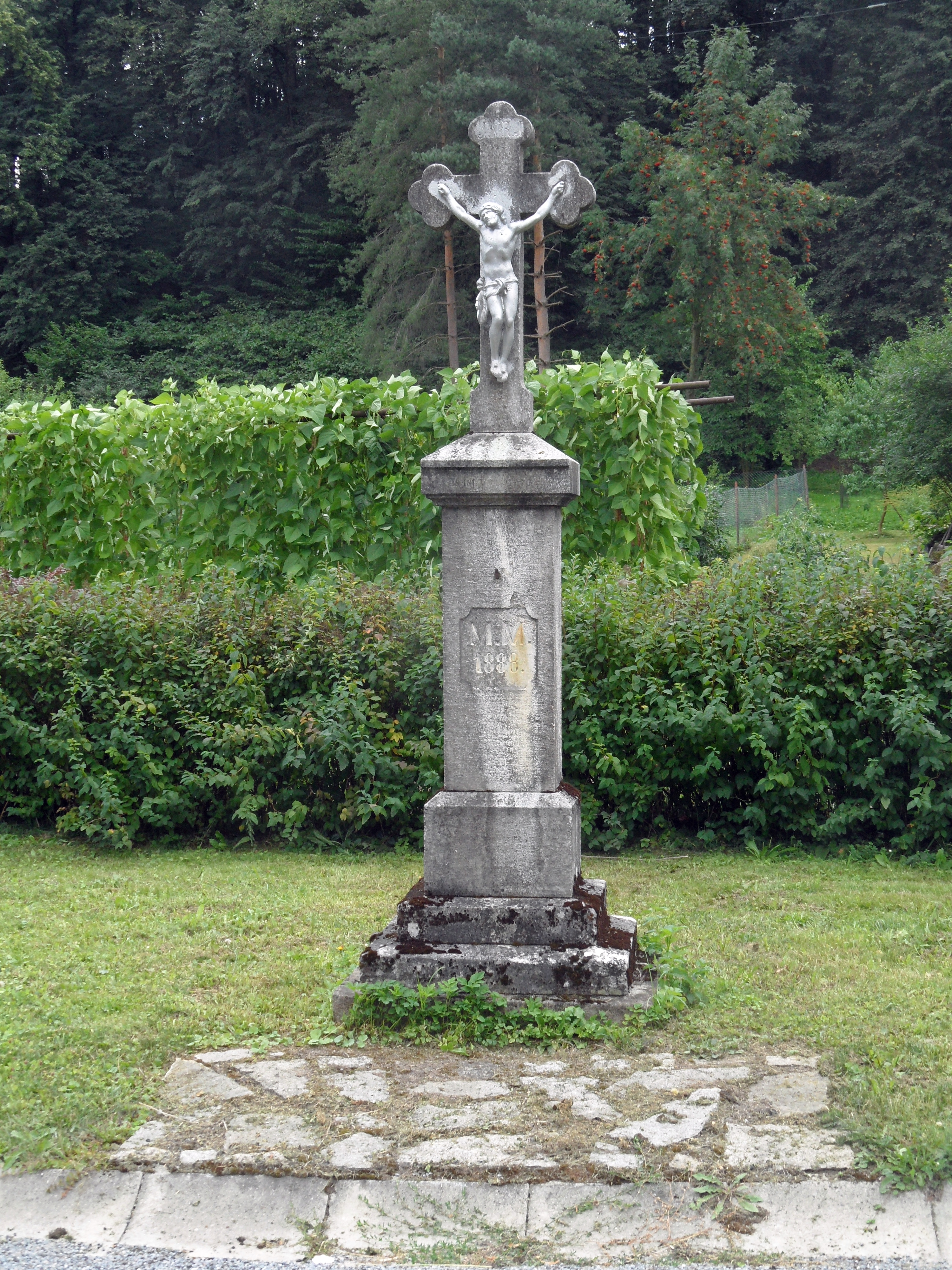
Křížek